# Bill Moyers
Bill Moyers (Hugo (Oklahoma), 5 juni 1934 – Manhattan (New York), 26 juni 2025) was een Amerikaans journalist en nieuwscommentator.
Van 1965 tot 1967 diende hij als perschef van het Witte Huis voor president Lyndon B. Johnson.

## Levensloop
Moyers groeide op in Texas en begon zijn carrière op zijn zestiende als verslaggever voor Marshall News Messenger in Marshall, Texas. Hij studeerde journalistiek aan de North Texas State College in Denton. In de zomerperiode van 1954 werd hij aangenomen als stagiair voor Lyndon B. Johnson, die toen nog senator was.
Later vervolgde Moyers zijn studie aan de universiteit van Texas in Austin en schreef daar stukken voor de krant The Daily Texan. In 1956 behaalde hij zijn bachelorgraad in journalistiek. In Austin werkte hij als assistent-redacteur voor de lokale radio- en televisiezenders van KTBC, toentertijd eigendom van Lady Bird Johnson, de vrouw van senator Johnson, en tegenwoordig onderdeel van Fox News Channel.
In het schooljaar 1956-57 ging hij met een studiebeurs van Rotary International voor studie in kerk- en staatszaken naar de universiteit van Edinburgh in Schotland. In 1959 voltooide hij zijn studie met een mastergraad in theologie aan de Southwestern Baptist Theological Seminary in Fort Worth in Texas.
Tijdens de onsuccesvolle voorverkiezingen van Johnson voor het presidentschap in 1960 diende Moyers als belangrijke hulp.
Tijdens het erop volgende presidentschap van John F. Kennedy werd Moyers eerst benoemd tot directeur van publieke zaken van het nieuw-opgezette Peace Corps in 1961. Van 1962 tot 1963 was hij onderdirecteur.

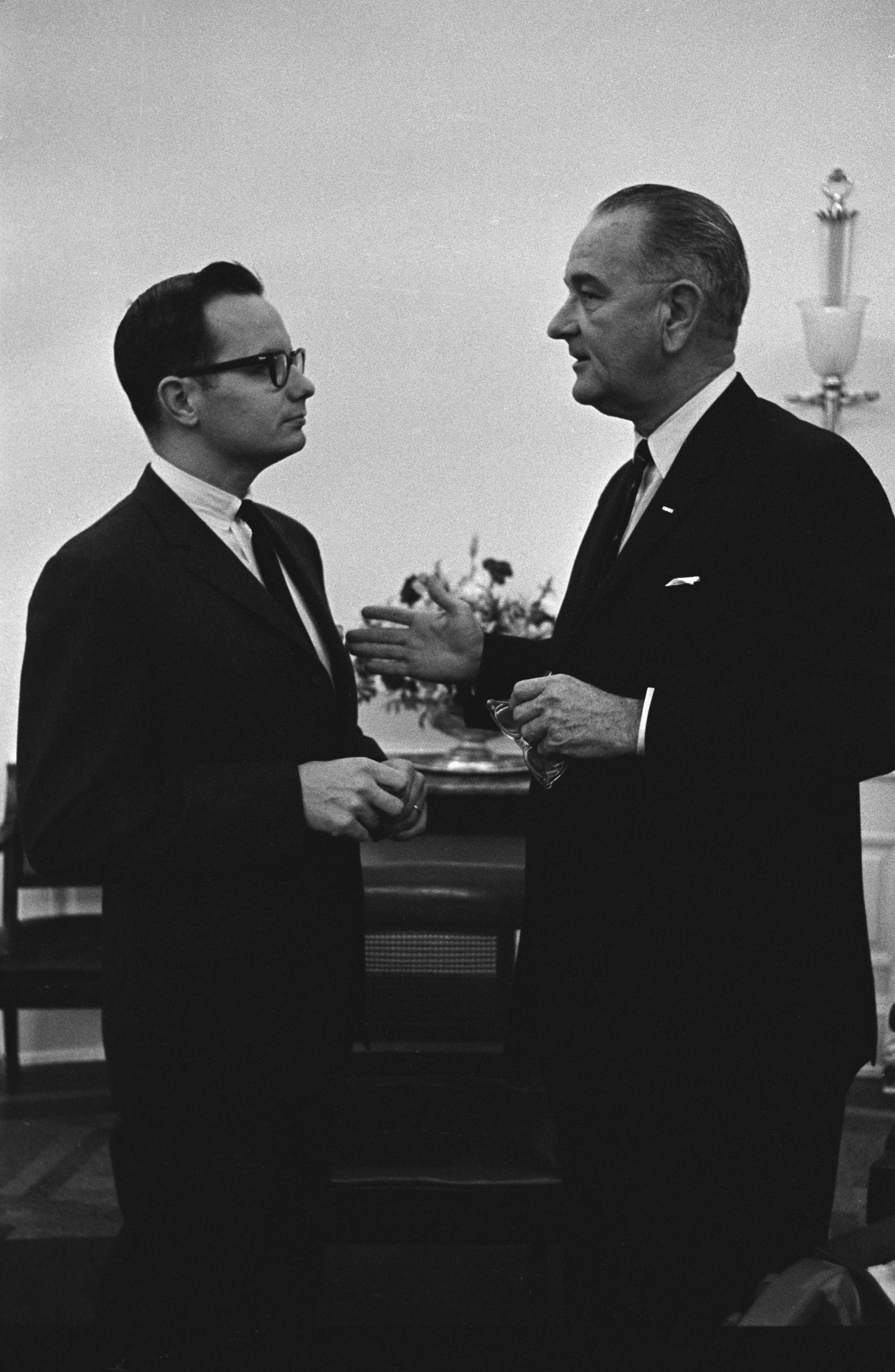
Moyers met president Johnson, 1963

Toen Johnson na de moord op Kennedy president werd, werd Moyers benoemd tot speciaal assistent van Johnson van 1963 tot 1967. Daarnaast was hij van juli 1965 tot februari 1967 perschef van het Witte Huis.
In 1966 en 1967 raakte Moyers steeds meer gebrouilleerd met Johnsons politiek met betrekking tot de Vietnamoorlog. Op 17 oktober 1967 vertelde hij tegenover publiek dat Johnson de oorlog als zijn belangrijkste nalatenschap zag en een overwinning tegen elke prijs wilde, ondanks dat hij op dat moment de publieke opinie tegen zich had. Voortgang met de oorlog betekende voor Moyers echter het uit elkaar vallen van het land. Moyers vertelde hierover: "Ik had nooit gedacht dat er een situatie kon ontstaan dat ik een nederlaag van LBJ zou wensen."
Van 1967 tot 1970 werkte Moyers voor de krant Newsday in New York. Tussen 1971 en 1981, met een korte onderbreking in 1976-77, was Moyers host van zijn nieuwsprogramma Bill Moyers Journal op de televisiezender van Public Broadcasting Service. Tussen 1976 en 1980 werkte hij daarbij als nieuwscorrespondent voor CBS.
In 1986 richtte hij samen met zijn vrouw, Judith Davidson Moyers, Public Affairs Television op, met onder meer de populaire documentaireserie Joseph Campbell and the Power of Myth in 1988 van zes uitzendingen waarin Moyers de mythologieonderzoeker Joseph Campbell interviewde. Andere populaire documentaireproducties van Moyers waren bijvoorbeeld The Secret Government: The Constitution in Crisis en In Search of the Constitution, beide in 1987.
In 1995 werkte Moyers kortstondig voor NBC News als senior analist en commentator en een jaar later presenteerde hij het programma Insight voor MSNBC. Ook was hij geregeld commentator voor NBC Nightly News. Vanaf 2002 was hij host voor verschillende programma's, zoals NOW with Bill Moyers, Faith and Reason, Moyers on America, Bill Moyers Journal en Moyers & Company.
Moyers overleed op 26 juni 2025 op 91-jarige leeftijd.

## Erkenning
Moyers werd een groot aantal malen onderscheiden, waaronder meer dan dertig maal met een Emmy Award, waaronder in 2006 met de Lifetime Emmy Award. Verder ontving hij onder meer een lifetime Peabody Award, een Four Freedoms Award in de categorie vrijheid van meningsuiting en een groot aantal eredoctoraten van universiteiten zoals van het American Film Institute. Moyers is lid van de American Academy of Arts and Letters.